# فردريك أرثر بريدجمان
فردريك أرثر بريدجمان (بالإنجليزية: Frederick Arthur Bridgman، ولد في 10 نوفمبر 1847، توسكيجي، الولايات المتحدة - توفي في 13 يناير 1928، روان، فرنسا. هو رسام مستشرق أمريكي، استقر في فرنسا وقضى معظم حياته فيها، ويعد بريدجمان من أشهر الرسامين المستشرقين الأمريكيين.

## حياته
ولد سنة 1847 في توسكيجي، ألباما، وكان والده فيزيائيا. بدأت كرسام هندسي في مدينة نيويورك، لدى شركة الأوراق النقدية الأمريكية ما بين عامي 1864–1865، وكان درس الرسم في العام نفسه في جميعة بركلين للفنون بالإضافة إلى الأكاديمية الوطنية للتصميم. سافر إلى باريس عام 1866، وفي عام انضم إلى ستوديو الرسام الشهير جان ليون جيروم (1824–1904)، حيث تأثر بشدة بالدقة الهندسية لجيروم، والتشطيبات الناعمة كما أهتم بمواضيع الشرق الأوسط. بعد ذلك أصبحت باريس مقره الرئيسي.
تزوج فردريك من فلورنسا موت بيكر وهي تعد من عائلة ثرية ببوسطن ثم تزوج مارثا ييجر بعد موت زوجته الأولى سنة 1901، بعد الحرب العالمية الأولى انتقل إلى ليون-لا-فوريه بفرنسا حيث عاش حتى وفاته في عام 1928.

## الإستشراق
قام بريدجمان بأولى رحلاته إلى شمال أفريقيا بين عامي 1872 و1874، قسم وقته بين الجزائر ومصر حيث زار العديد من المدن من أهمها وهران، الجزائر، بسكرة بالإضافة إلى العديد من المدن المصرية. أين رسم ما يقرب من 200 رسم تقريبي، التي أصبحت فيما بعد مصدر للعديد من اللوحات الزيتية التي قام بإكمالها وأثارت اعجاب المشاهدين.

## الأعمال الفنية والشهرة
تمتع بريدجمان بنجاح كبير في الولايات المتحدة، بعد عرض 300 لوحة من أعماله في معرض الفن الأميركي، وانتخب عضوا في الأكاديمية الأمريكية للتصميم. حتى عام 1880.
اشتهر بريدجمان باسم «جيروم الأمريكي»، على الرغم من أن بريدجمان أكسب لوحاته الجمالية المزيد من الطبيعية، وركز على الألوان المبهجة وأعمال الفرشاة الملونة. من أهم لوحاته: شارع في الجزائر وموكب جنازة المومياء في النيل، عرضت وبيعت في صالون باريس (1877)، اشتراها جيمس كوردون بنت الأصغر، وكـُرِّم من أجلها بصليب جوقة الشرف.

## معرض الصور

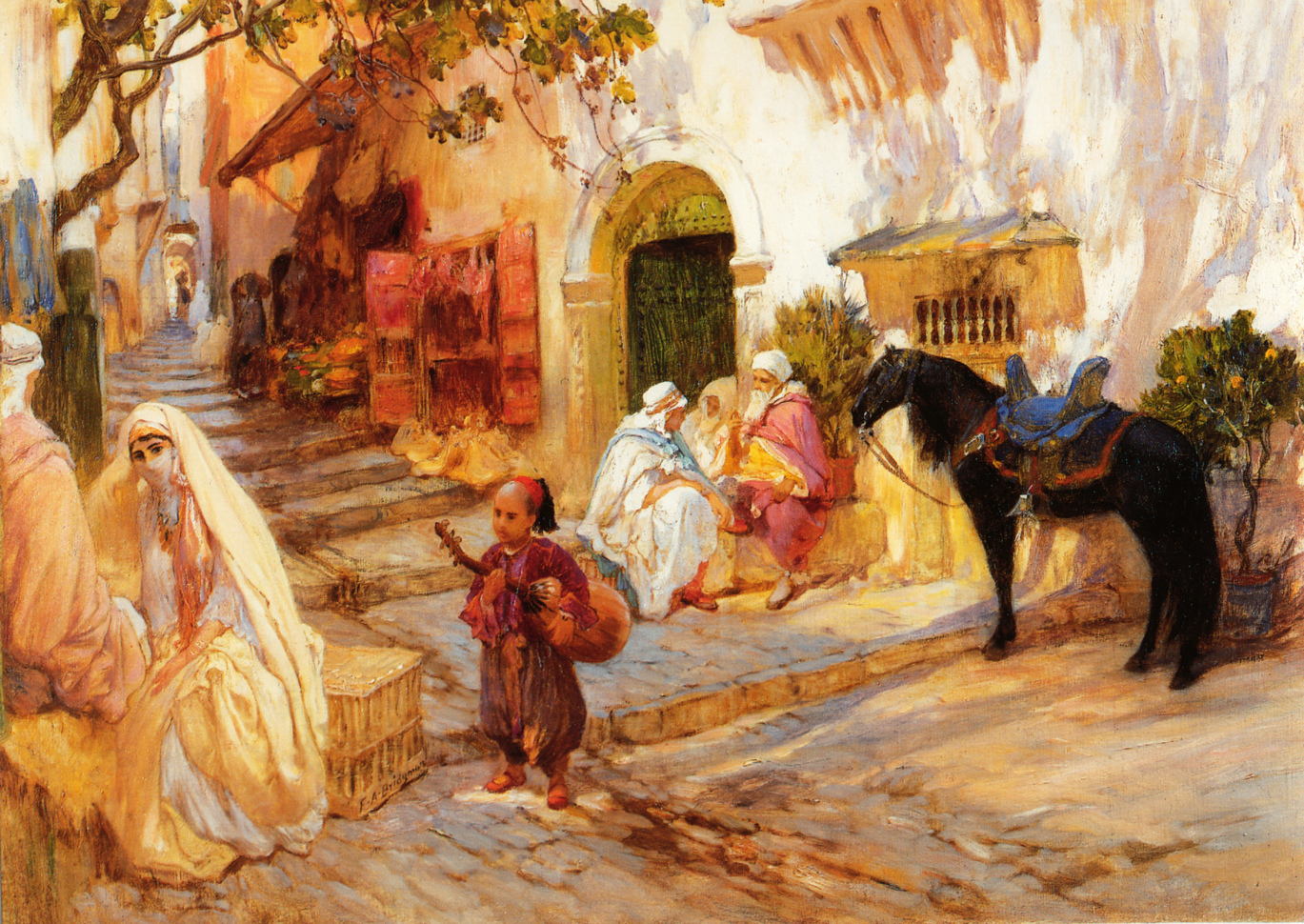
شارع في الجزائر
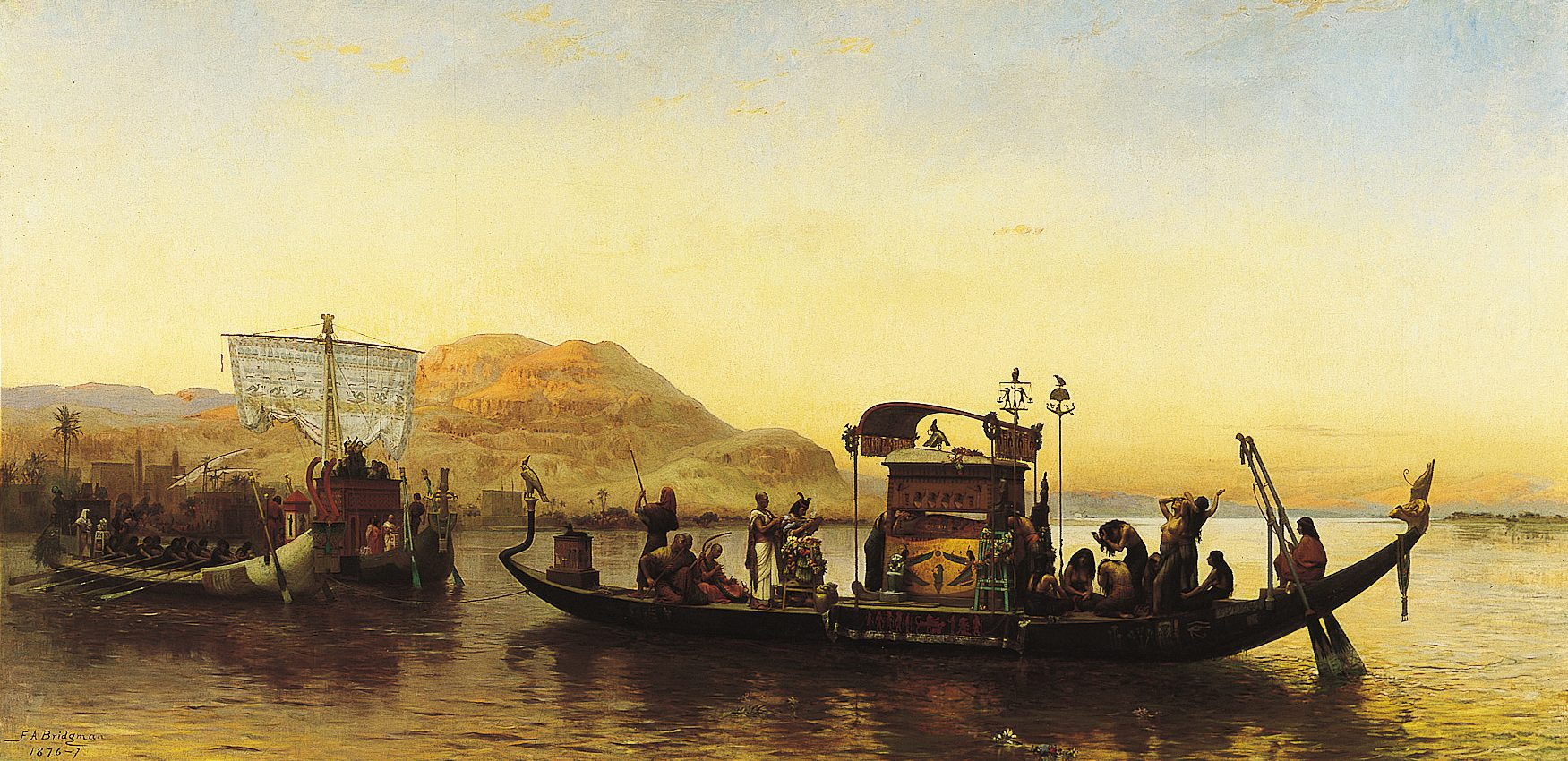
موكب جنازة المومياء في النيل
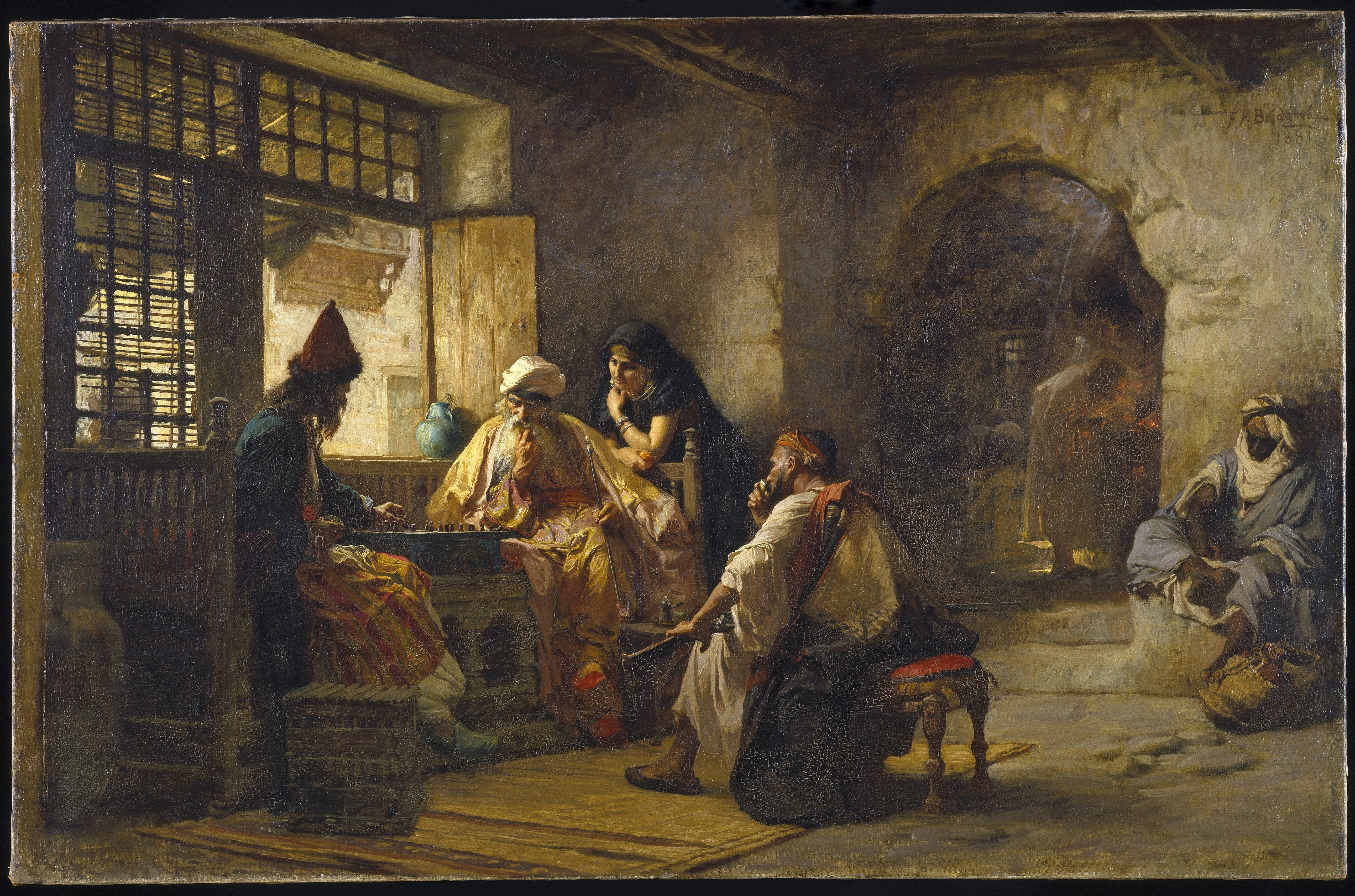
لعبة مثيرة، (1881)
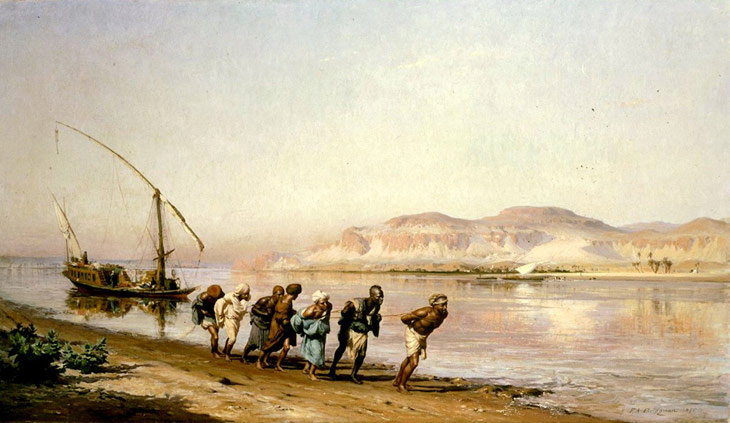
مشهد السحب على نهر النيل (زيت على قماش، 1875)
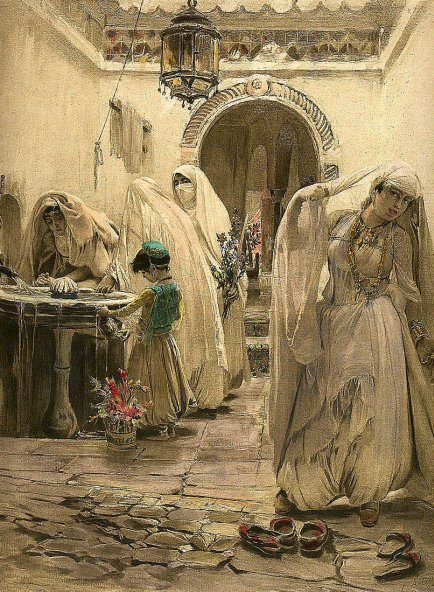
نافورة الحريم
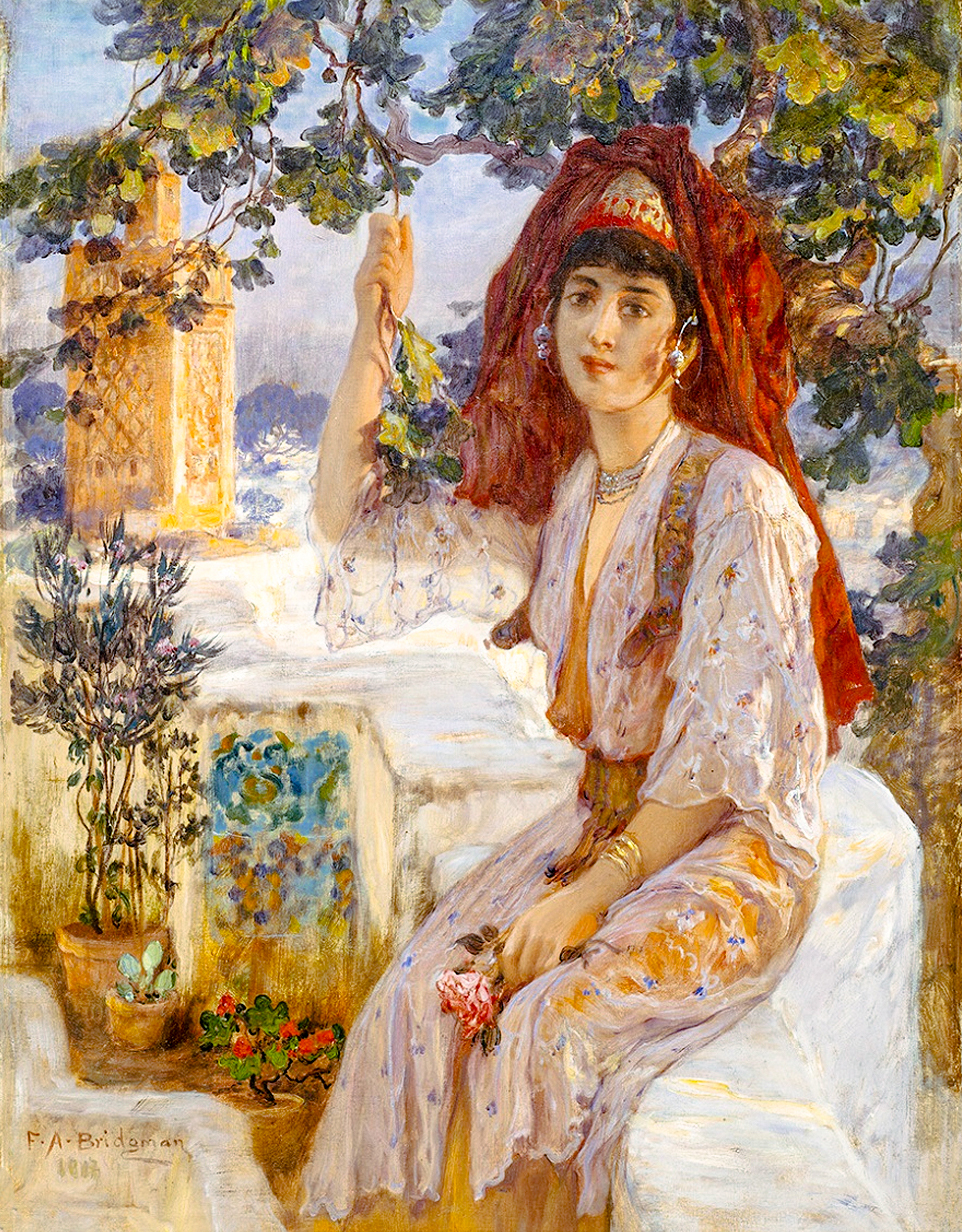
امرأة شابة تلمسان، الجزائر
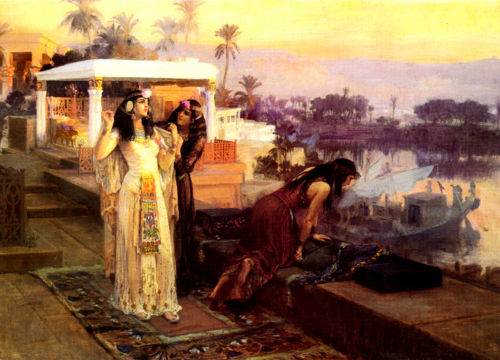
كليوباترا على الشرفة